# Brooke White
Brooke White (sinh ngày 2 tháng 6 năm 1983) là một nữ ca sĩ và nhạc sĩ người Mỹ. Cô tham gia cuộc thi American Idol 7 và giành vị trí thứ năm chung cuộc.